# Freeway (rapper)

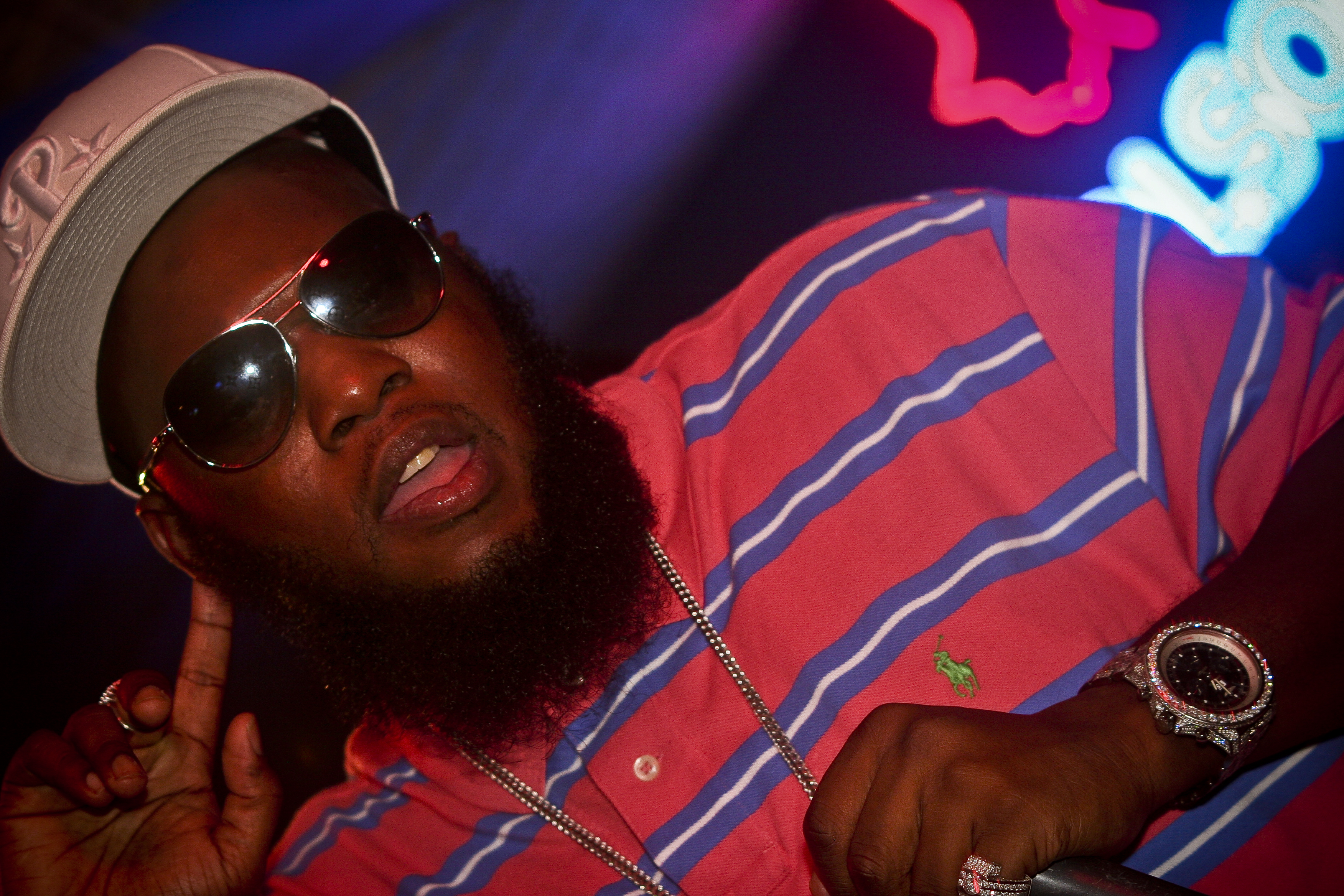
Freeway

Freeway, artiestennaam van Leslie Pridgen (Philadelphia, 8 juli 1979) is een Amerikaans rapper.
Hij staat onder contract bij Jay-Z's Roc-a-Fella Records. Hij staat bekend om zijn afwisselende rijm in zijn songteksten en zijn lange baard die te maken heeft met zijn Islamitisch geloof.

## Albums
- 2003 Philadelphia Freeway
- 2007 Free at Last
- 2008 Phinally Phree
- 2009 Philadelphia Freeway 2